# Newald
Newald – jednostka osadnicza w Stanach Zjednoczonych, w stanie Wisconsin, w hrabstwie Forest.